# (200076) 5009 T-2
(200076) 5009 T-2 es un asteroide perteneciente al cinturón de asteroides, descubierto el 25 de septiembre de 1973 por Cornelis Johannes van Houten en conjunto a su esposa también astrónoma Ingrid van Houten-Groeneveld y el astrónomo Tom Gehrels desde el Observatorio del Monte Palomar, Estados Unidos.

## Designación y nombre
Designado provisionalmente como 5009 T-2.

## Características orbitales
5009 T-2 está situado a una distancia media del Sol de 2,666 ua, pudiendo alejarse hasta 3,199 ua y acercarse hasta 2,133 ua. Su excentricidad es 0,199 y la inclinación orbital 13,69 grados. Emplea 1590,14 días en completar una órbita alrededor del Sol.

## Características físicas
La magnitud absoluta de 5009 T-2 es 16.